# Hirekounshi, Hangal
Hirekounshi là một làng thuộc tehsil Hangal, huyện Haveri, bang Karnataka, Ấn Độ.